# Pa Malick Joof
Pa Malick Joof (* 16. August 1985, genannt Fish) ist ein gambischer Fußballspieler, der zuletzt für den deutschen Verein SV Wilhelmshaven in der Position eines Mittelfeldspielers spielte. Sein im Juni 2011 auslaufender Vertrag wurde nicht verlängert.
Für die gambische Fußballnationalmannschaft war er während eines Freundschaftsspiels 2007 gegen Saudi-Arabien im Einsatz. Zuvor war er 2006 in den Kader der U23-Mannschaft berufen.
Joof hat neben der gambischen auch die deutsche Staatsbürgerschaft.